# Khalid Boudou
Khalid Boudou (Temsamane, Marokko, 1 oktober 1974) is een Marokkaans-Nederlands schrijver.

## Leven en werk
Boudou begon zijn schrijversloopbaan met het schrijven van korte verhalen. Voor het verhaal De stemmendans ontving hij in 1998 de El Hizjra-Literatuurprijs. 
Boudou is vooral bekend geworden door het boek Het schnitzelparadijs uit 2001, dat in 2005 verfilmd werd door Martin Koolhoven, naar een scenario van Marco van Geffen. De film trok meer dan 350.000 bezoekers. In 2002 werd het boek bekroond met Het Gouden Ezelsoor. Het is vertaald in het Italiaans, Engels en Duits.
In november 2005 verscheen zijn tweede boek De president, waarvoor de filmrechten verkocht zijn aan Lemming Film. De filmversie ging in september 2011 in première in de Nederlandse bioscopen.
Zijn derde boek, Pizzamaffia, verscheen in november 2007. Hij won er de Debuutprijs van de Jonge Jury mee. Het boek werd in 2011 verfilmd door Tim Oliehoek.
Boudou werkte als presentator, was columnist en politiek commentator voor het Algemeen Dagblad en had tot 2012 een wekelijkse column op BNR Nieuwsradio. Een deel van deze columns is gebundeld in het boek Je bent voor of je bent tegen. Hij werkt als docent Nederlands in het voortgezet onderwijs.